# تپه گردیمخانه
تپه گردیمخانه مربوط به دوران‌های تاریخی پس از اسلام است و در شهرستان پیرانشهر، بخش مرکزی، روستای گردیمخانه واقع شده و این اثر در تاریخ ۱۷ اسفند ۱۳۸۱ با شمارهٔ ثبت ۷۷۵۱ به‌عنوان یکی از آثار ملی ایران به ثبت رسیده است.